# Афганская кухня

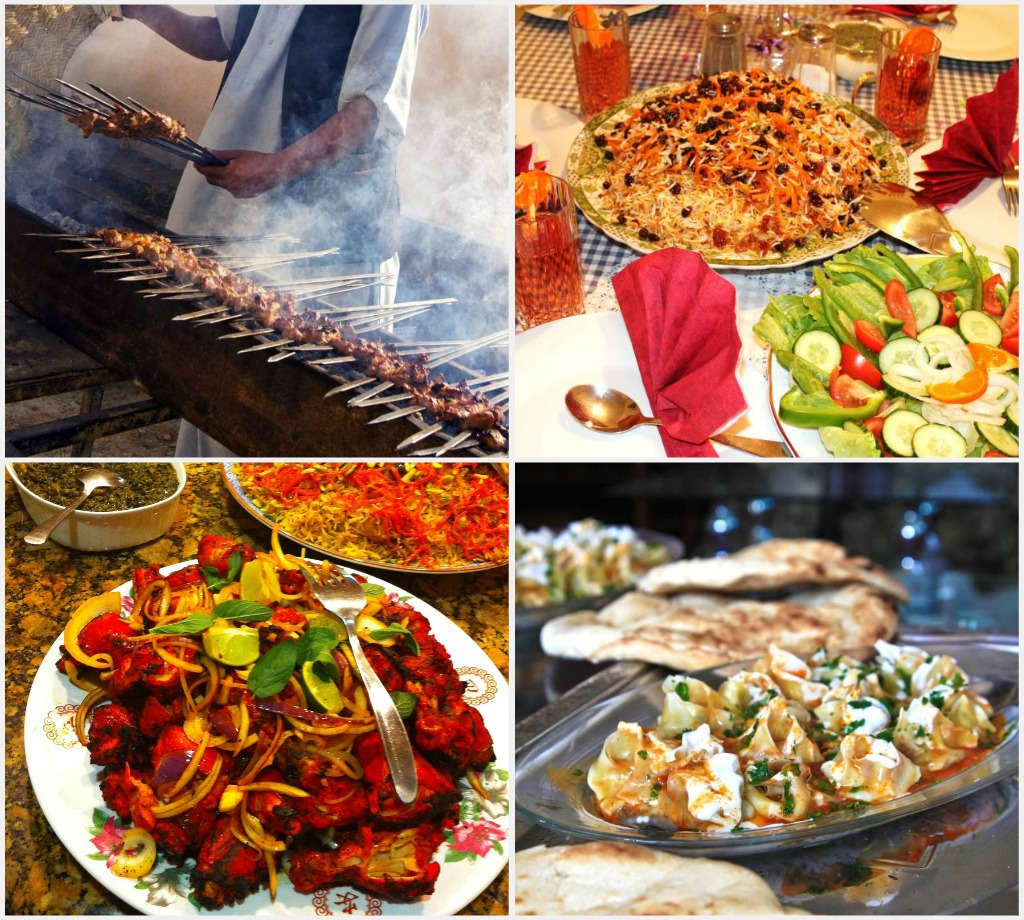
Некоторые из популярных блюд афганской кухни, слева направо: бараний кебаб;
плов;
цыплята тандури;
манту (пельмени)

Афганская кухня — кулинарные традиции Афганистана и народов, населяющих эту страну (пуштунов, таджиков, туркменов, хазарейцев, узбеков и других). Национальные кулинарные особенности отражают его этническое и географическое разнообразие — Афганистан находится на пересечении путей с Дальнего Востока в Персию и из Средней Азии на Индийский субконтинент, через него проходил Великий шёлковый путь. В результате афганская кухня впитала множество разнообразных традиций, в ней часто используются ингредиенты и технологии соседних регионов.

## Злаки, фрукты и овощи
Основой диеты афганцев являются зерновые культуры, такие как пшеница, кукуруза и ячмень, на севере, в Гиндукуше, и востоке (Джелалабад), также рис. Из них делают лапшу и лепёшки, наиболее популярны пшеничные — наан и чапати, их употребляют как вприкуску с чаем, так и используют вместо ложки во время трапезы. Хлеб пекут ранним утром, либо в тандыре, либо в местной пекарне (принося тесто с собой); кочующие жители страны для выпекания хлеба пользуются металлическими блюдами.
Хлеб с чаем (в богатых семьях — также сыром, каймаком, мёдом и вареньем) — обычный завтрак для афганцев. С помощью хлеба едят не только твёрдую пищу, но и суп — окуная лепёшку в него. Бедняцкий обед часто состоит из бульона и лепёшки. В сезон с хлебом употребляют виноград; ещё одно традиционное блюдо с хлебом — каймак, варёный с чесноком, солью и перцем, который кладут на хлеб.

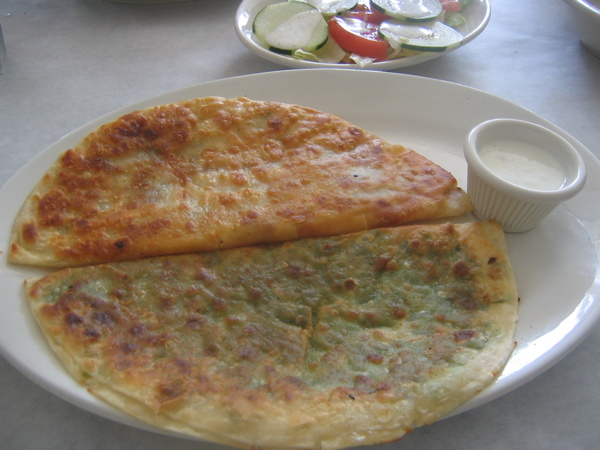
Болани — лепёшка с начинкой
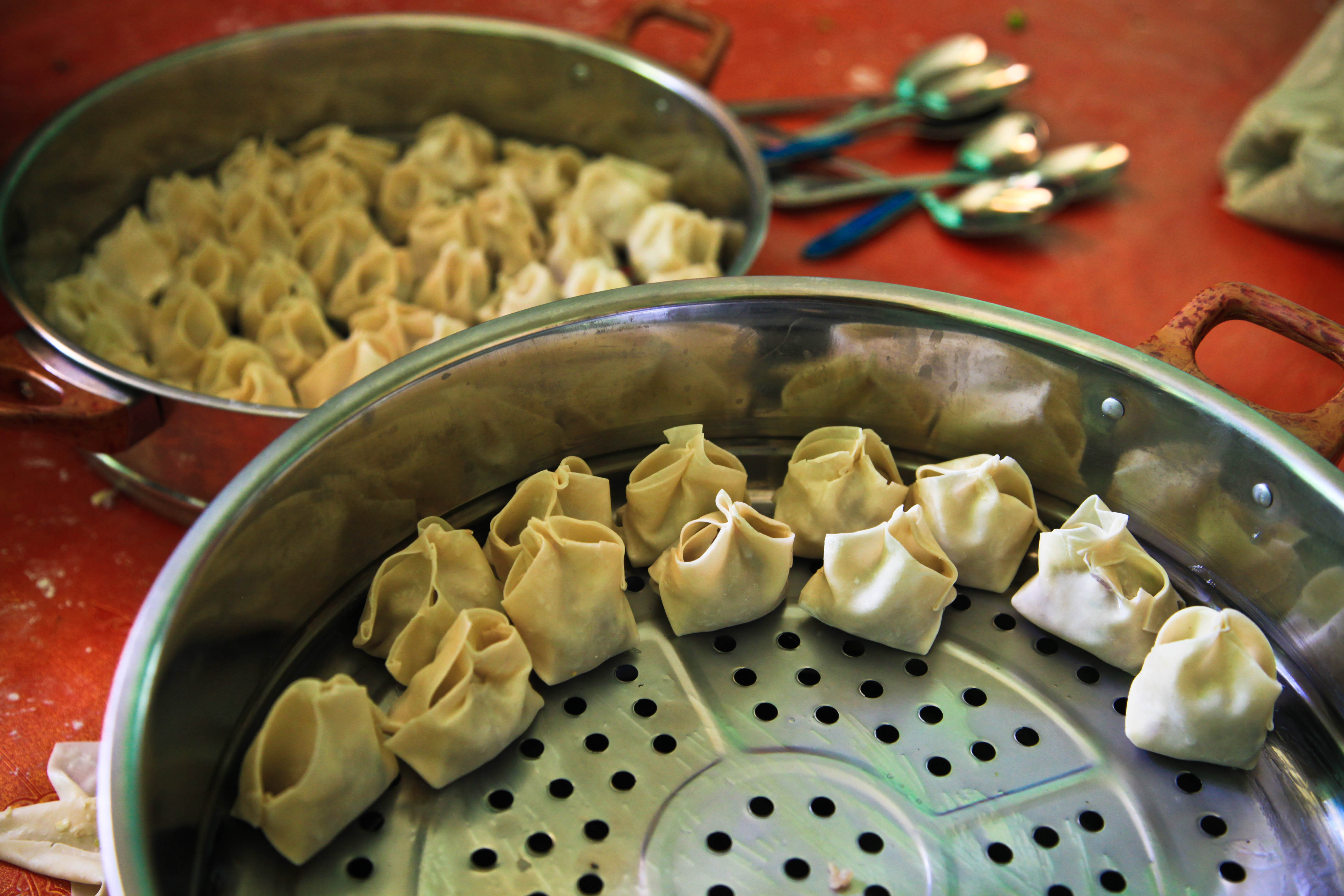
Свежие пельмени, «манту»
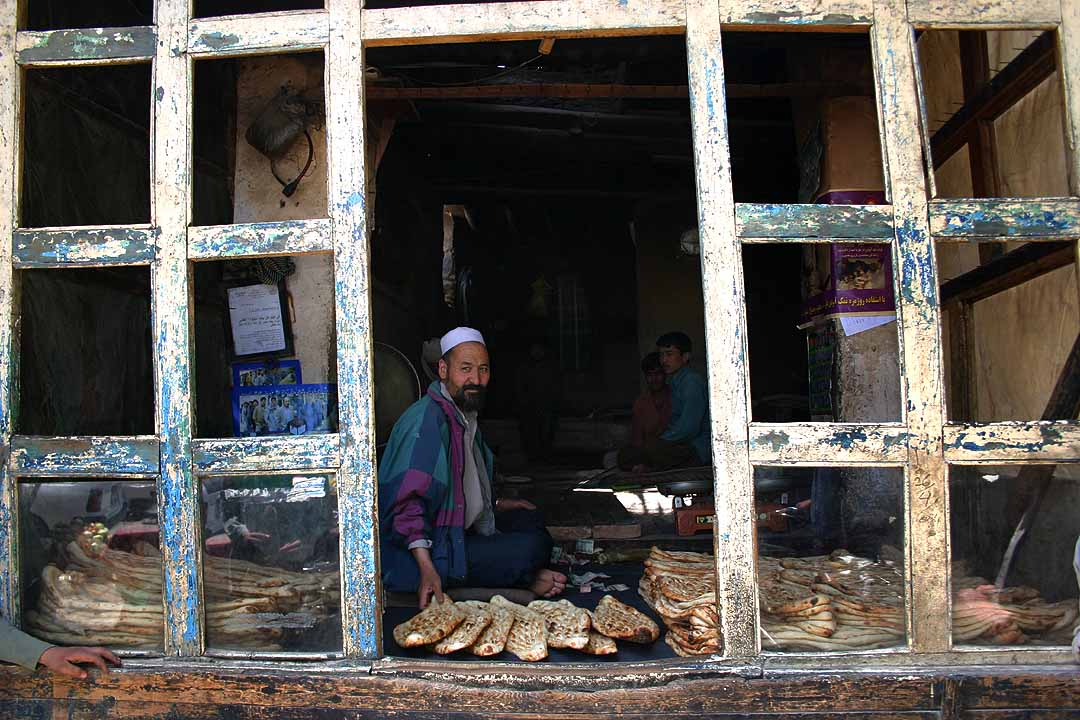
Афганская пекарня

Другие распространённые блюда из теста — болани, манту, самбоса и пакора. Множество популярных блюд содержат рис: в Афганистане известно много видов плова, а также рис используется как гарнир к мясу, тушёным блюдам, куруту и овощам — рассыпчатый или клейкий; из рассыпчатого длиннозернового риса делают и десерт — рисовый пудинг «шола». С рисом подают морковь, апельсиновую цедру, абрикосы, изюм, миндаль и фисташки. Часто едят лапшу и другие макаронные и хлебобулочные изделия.
Афганистан — аграрная страна, там выращивают множество фруктов, овощей и орехов. За границей прославились афганские дыни, арбузы и местный виноград, который употребляют как в сыром виде, так и в виде изюма; также культивируют гранаты, сливы, вишню, шелковицу, айву, абрикосы, нектарины, яблоки и груши; репчатый лук, картофель, томаты, баклажаны, лук-шалот, стручковую фасоль, бамию, белокочанную и цветную капусту, редис, тыкву, кабачки и подобные овощи. В субтропиках Джелалабада растут бананы, лимоны и апельсины.
Морковь, баклажаны и лимоны консервируют в маринаде; абрикосы, персики, вишню, сладкий перец, кориандр и мяту превращают в чатни. Орехи (фисташки, миндаль, грецкие и кедровые орехи) едят как закуску к чаю и добавляют в выпечку, плов и десерты.

## Мясные и молочные продукты
Большинство населения Афганистана исповедует ислам, запрещающий употребление свинины в пищу; из-за этого в местной кухне она не используется. На афганских столах чаще всего встречается баранина, также подают козлятину, говядину, мясо буйвола и верблюда, курятину и дичь. Когда-то курятина считалась едой богачей, из-за чего её много импортируют из Ирана, Пакистана и Индии. Распространены бараньи кебабы разных видов: из рёбрышек, из фарша с картофелем и бобами, и так далее. Едят также дичь — перепелов, уток, голубей и куропаток. Афганские узбеки и киргизы употребляют конину. В пищу идут все части животных, включая субпродукты; мясо также завяливают. Из-за дороговизны многие едят мясо 1—2 раза в неделю.
Рыбу почти не употребляют, несмотря на то, что местные реки полны форели, карпов и сомов; морепродукты не едят вовсе.
Важную роль в афганской кухне играет коровье, буйволиное, овечье и козье молоко и кисломолочные продукты: йогурт (его употребляют преимущественно как ингредиент при приготовлении других блюд), курут, панир, каймак (его едят с нааном или добавляют в чай). Молоко как продукт употребляют очень редко, в жару пьют «дог» — йогурт, разведённый водой, с мятой.

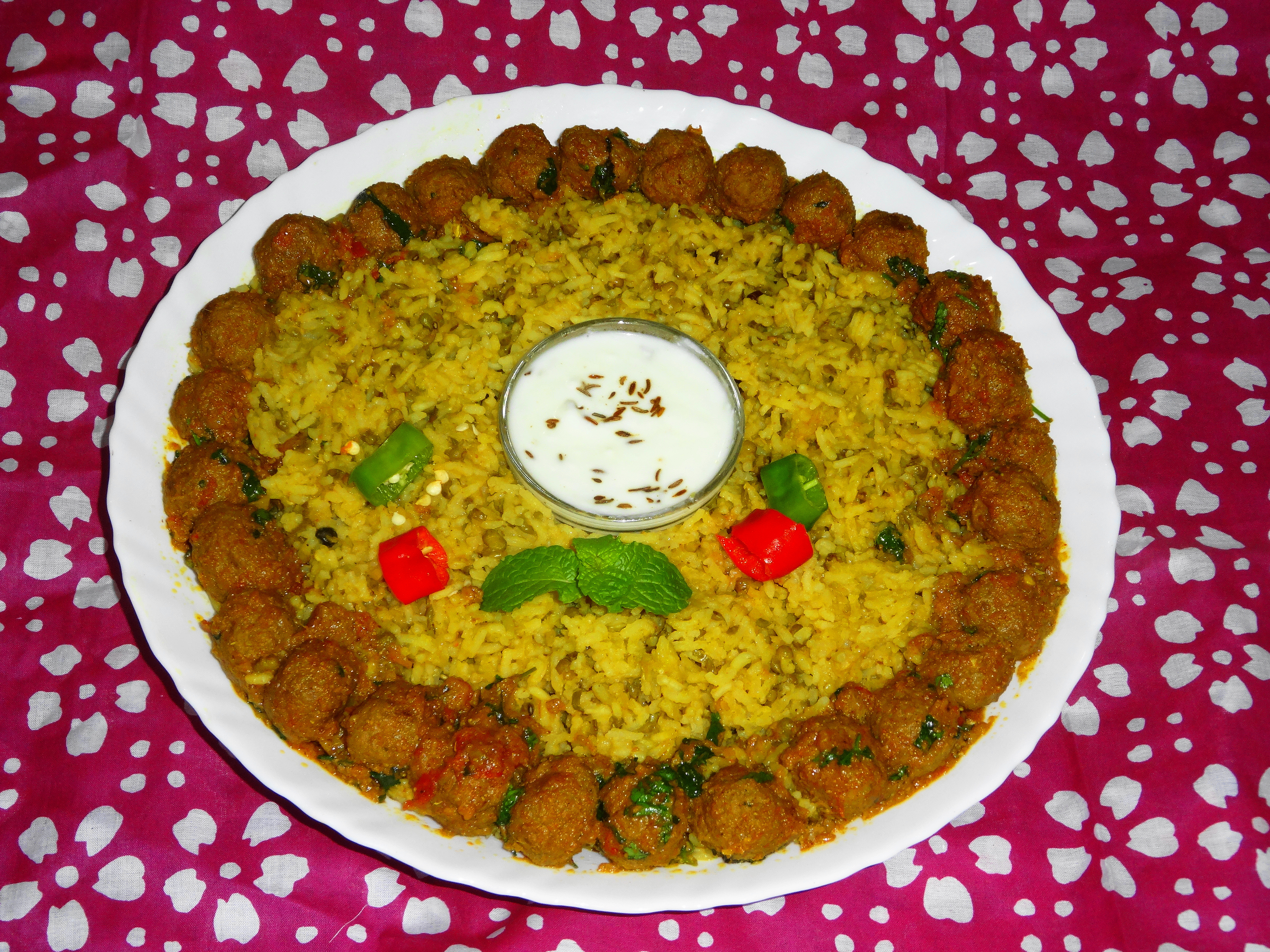
Несладкая шола с тефтелями
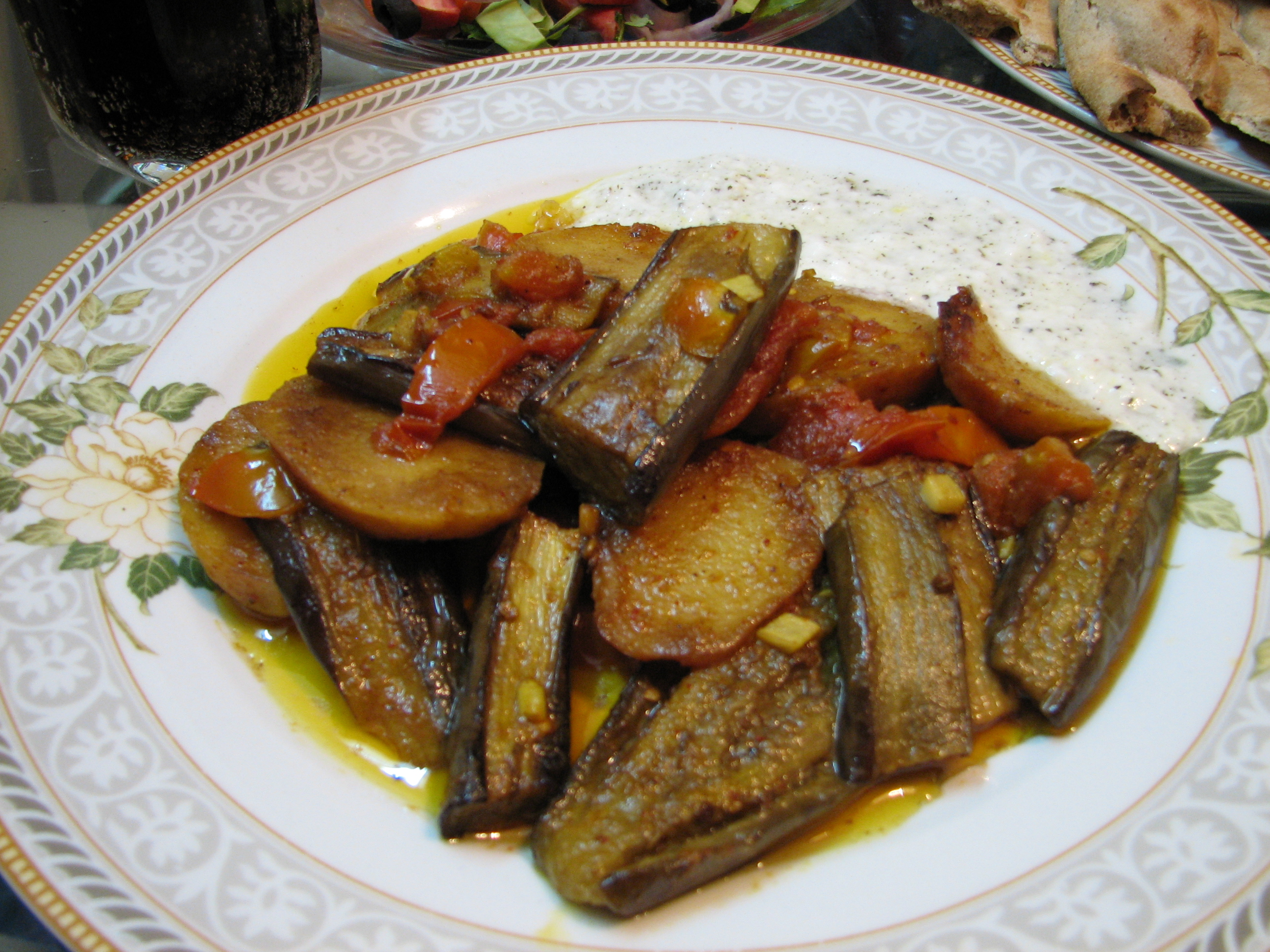
Блюдо из баклажанов
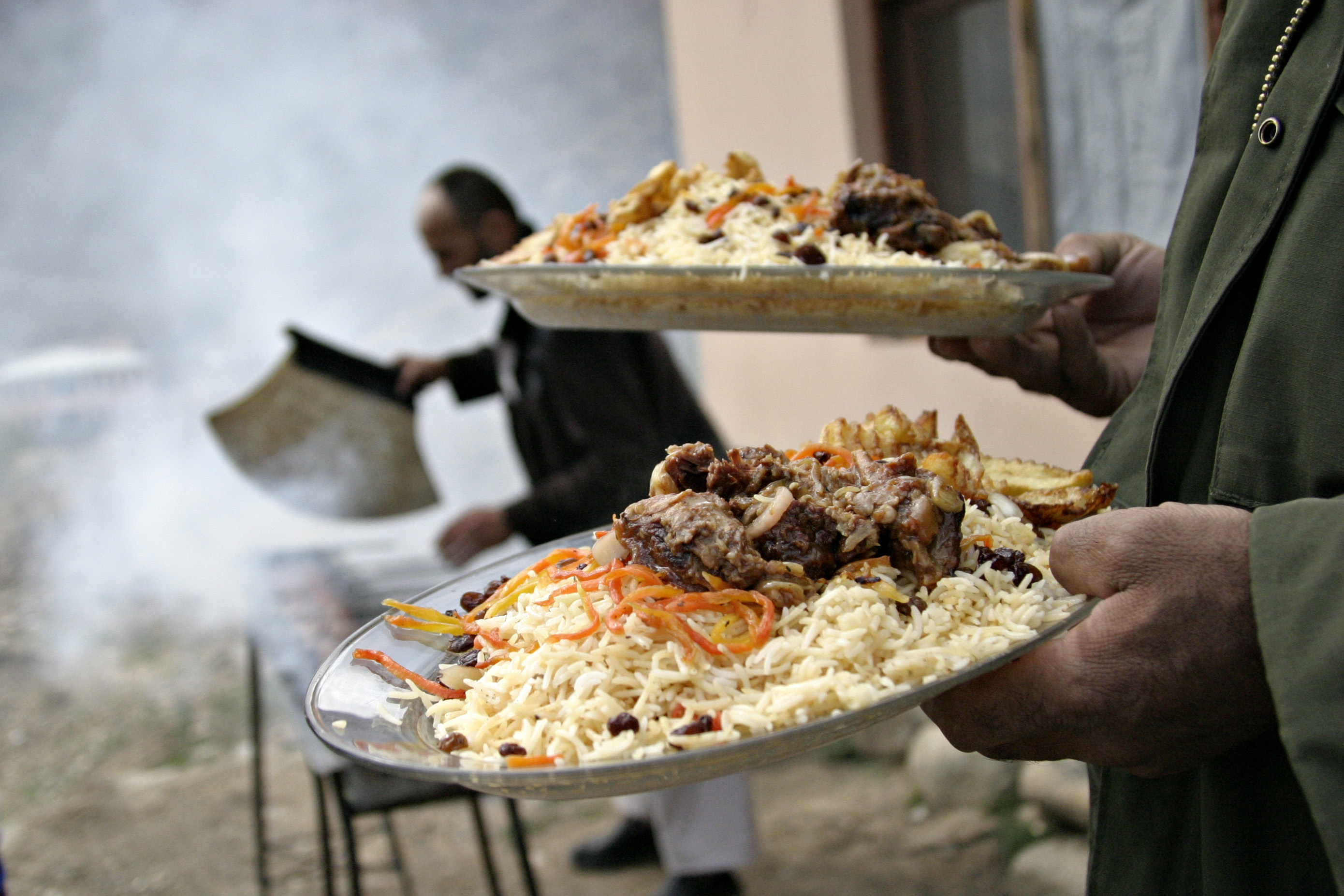
Плов с мясом

## Пряности
Блюда приправляют различными травами и пряностями — шафраном, анисом, кардамоном, корицей, красным перцем, паприкой, гвоздикой, кориандром, китайским коричником, зирой, укропом, пажитником, имбирём, калинджи, чёрным перцем, маковым семенем, кунжутом, куркумой — при этом на европейский вкус они не очень острые. На афганских полях выращивают много асафетиды, но почти вся она идёт на экспорт в Индию.
При приготовлении супов и тушёных блюд в них добавляют много кориандра, мяты, чеснока и укропа, в десертах часто можно встретить розовую воду.

## Десерты и напитки
Каждый приём пищи завершают свежие фрукты. Сладости очень дороги и встречаются преимущественно в праздничной трапезе. В Афганистане популярны рисовые пудинги, например, фирни; пахлава, печенье гош-фил, халва, сладкий «кебаб», называемый «шёлковым» — для его приготовления взбитое яйцо аккуратно наливают в раскалённое масло так, чтобы при этом из жидкости вытягивались тонкие нити; получившееся блюдо поливают сладким сиропом и посыпают фисташками. На Новруз готовят компот из сухофруктов, напоминающий иранский хафт син.
Сахарную свёклу и сахарный тростник, которые выращивают на севере и востоке страны соответственно, перерабатывают в сахар, популярна закуска «набот», представляющая собой леденцовый сахар.
В Афганистане пьют много чая — как чёрного, так и зелёного. В него обычно добавляют сахар и кардамон и закусывают миндалём, молоко же встречается преимущественно в праздничном напитке «каймак-чай», основными ингредиентами которого являются зелёный чай и пищевая сода — чай под её воздействием становится розовым; также в чашку добавляют каймак. Многие пьют чай, держа во рту кусок леденцового сахара. Важную роль в социальной жизни афганцев играет чайхана. Богатые семьи подают гостям фруктовые соки, шербет и газированные напитки.

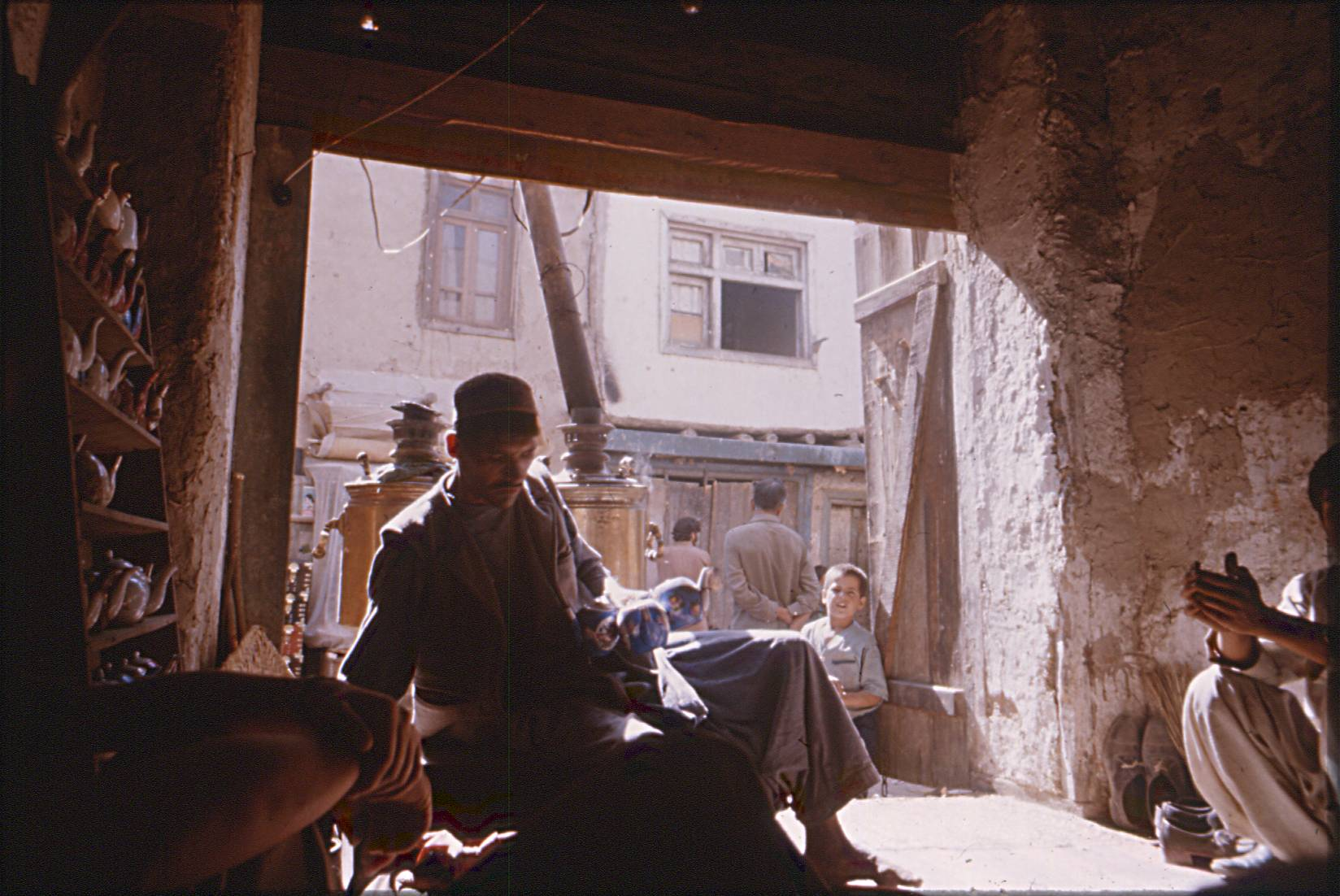
Чайхана, 1976 год
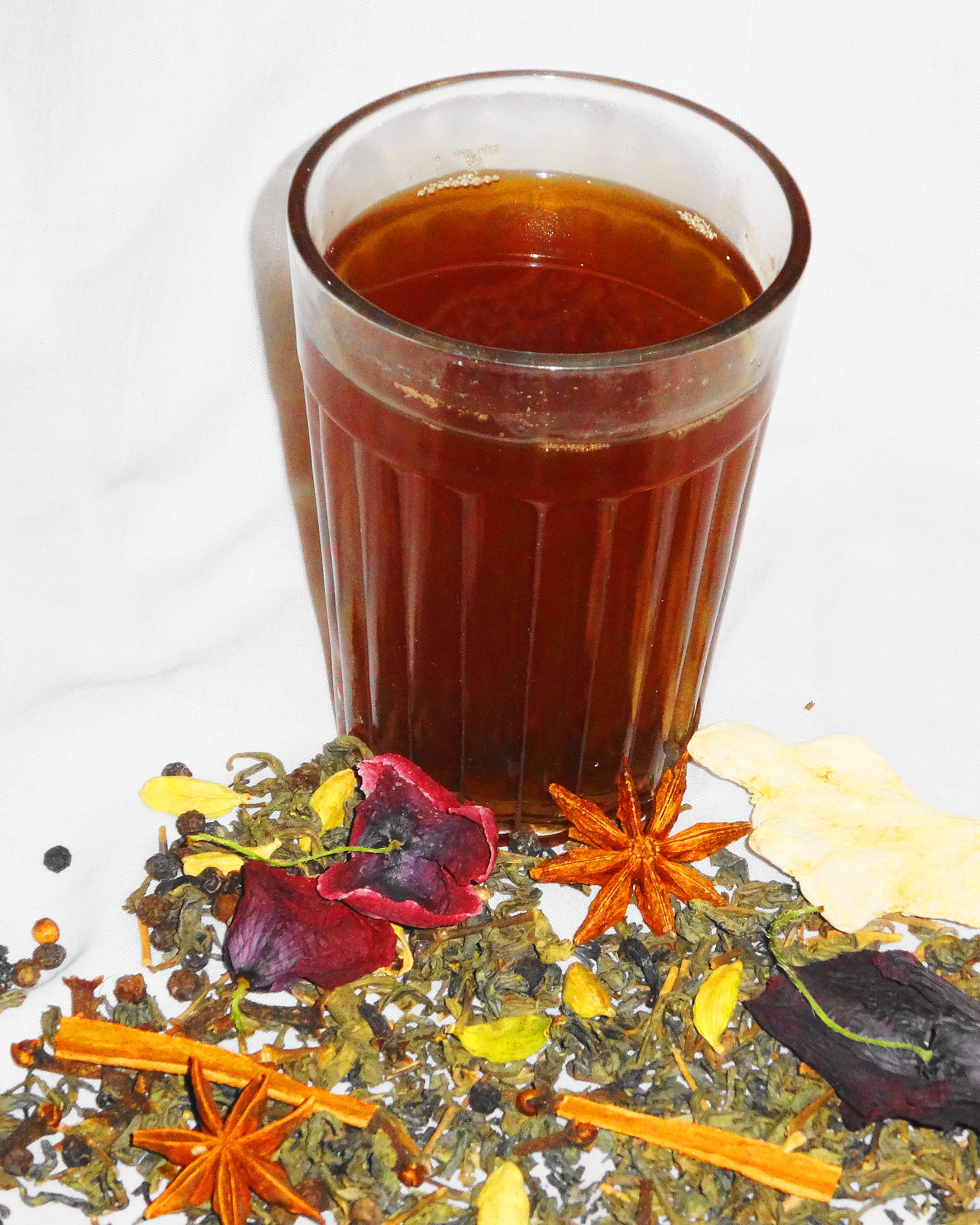
Афганский чай с кардамоном
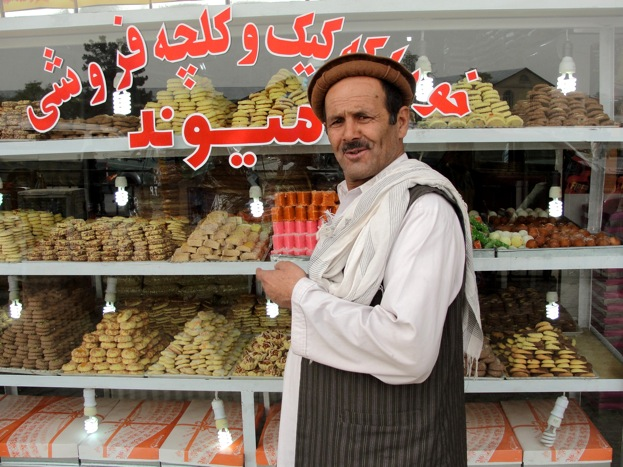
Магазин со сладостями

## Приготовление пищи
Афганские семьи часто очень большие, из-за чего приготовление пищи представляет непростую задачу. Исторически поход за продуктами считался мужским занятием, но в современном Афганистане это стало делом женщин и детей; женщины же обычно и готовят, за исключением профессиональных поваров, которых нанимают в богатых семьях (они почти всегда мужчины). Приготовление пищи, особенно мяса, занимает много времени, так как происходит на небольшом огне.
Кухонные принадлежности примитивные, печи в основном дровяные, либо заправляются газовыми баллонами; в некоторых семьях имеется тандыр. Холодильники встречаются редко, сложные приборы, такие как миксеры, отсутствуют. Во многих домах нет водопровода. Используют сковороды, горшки, песты и ступки, а также скалки для теста. Для измерения количества ингредиентов пользуются особыми горшочками известного объёма, однако обычно их добавляют «на глаз».
Традиционно для приготовления пищи использовали курдючный жир, хлопковое или топлёное сливочное масло; современные афганцы готовят на гхи и растительном масле.
В состав многих афганских соусов входит лук, чаще красный, также сильно зажареный лук высушивают, мелют и позже добавляют в готовящиеся блюда.

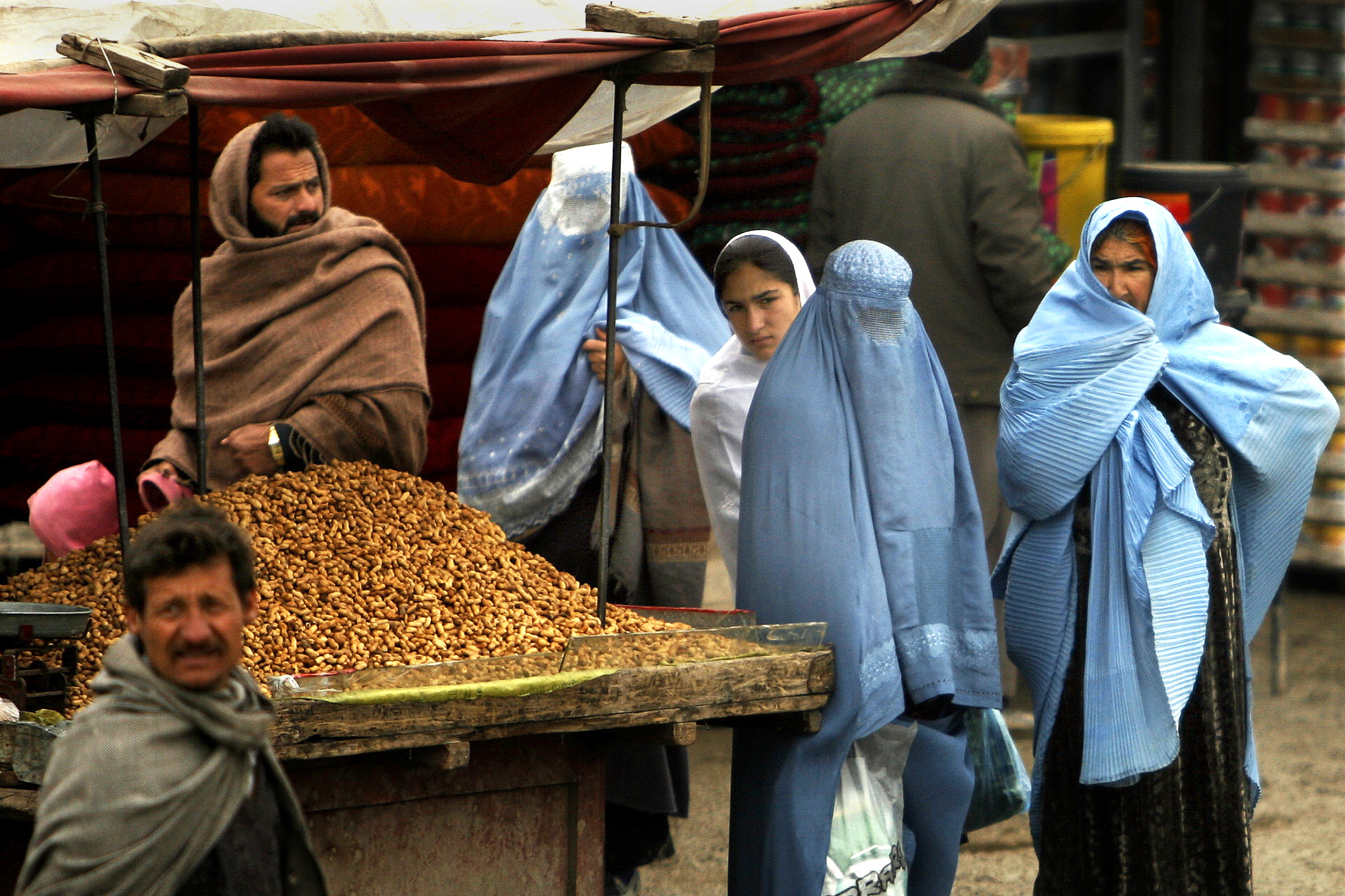
Афганки на рынке
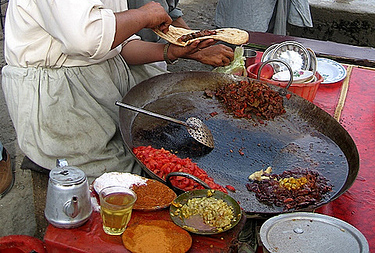
Уличный торговец в Кабуле
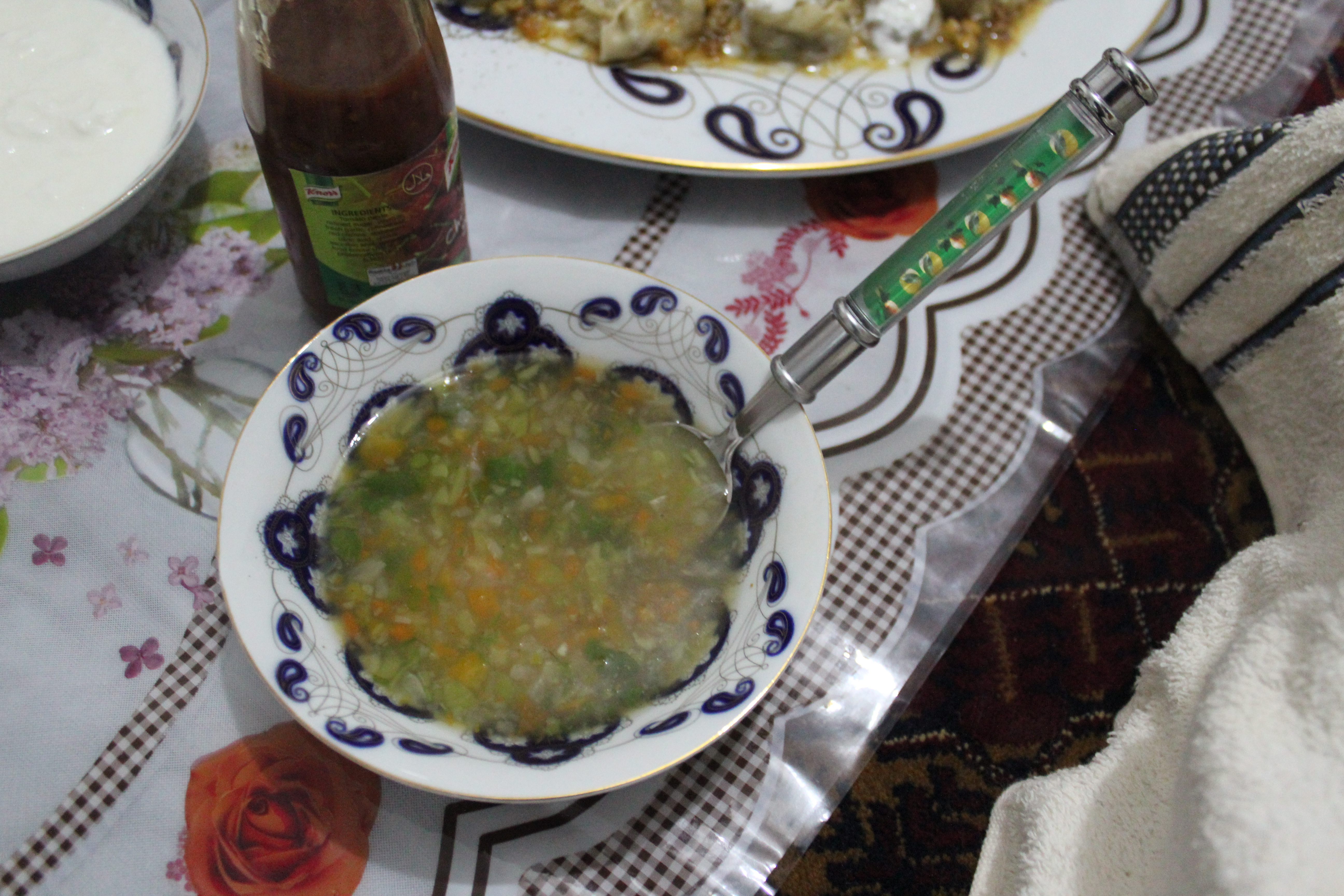
Афганский суп

## Употребление пищи

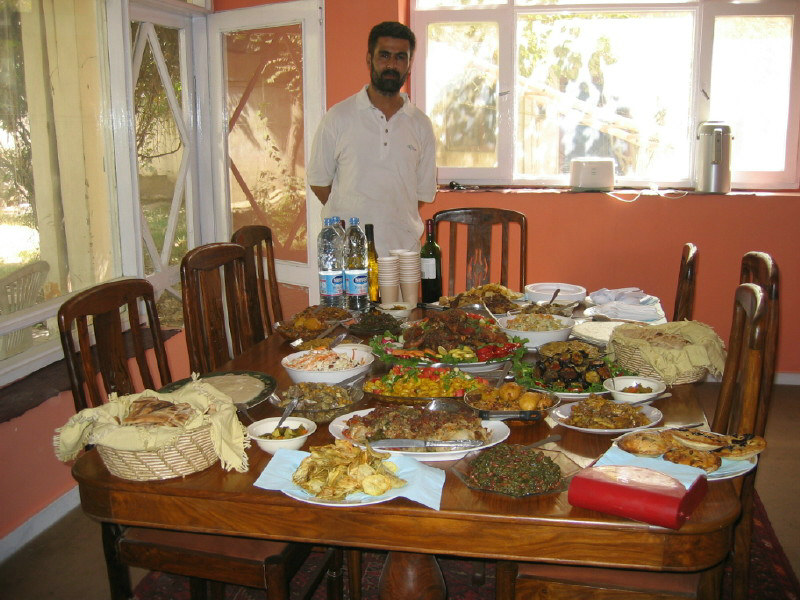
Накрытый для гостей европейский стол

По традиции в Афганистане едят, сидя на полу на подушках, и большими группами. На 3—4 человек ставят большое блюдо с рисом, окружённое сосудами поменьше с кормой, кебабами и овощными блюдами. Пищу берут правой рукой; рис при этом скатывают в комочки и затем отправляют в рот.
Всю еду подают одновременно; употребляют сперва мясные блюда, затем десерты. После трапезы подают сперва фрукты, а затем несладкий чай с кардамоном.
Рестораны в основном сосредоточены в Кабуле, употребление пищи вне дома не принято (за исключением чайханы и шашлычных). Из традиционного фаст-фуда, называемого «табанг вала», распространены жареная кукуруза, лепёшки-болани с луком, солёный нут, фасоль, варёный картофель, самоса и изюм, размоченный в воде. Другие виды уличной еды подают в ларьках: фалуду, молочный десерт с лапшой, сахаром, фисташками и розовой водой; жареную рыбу с залеби (джалабией), то есть, пончиками; халим, крутую кашу с мясным фаршем и сахаром; сыр с изюмом.
Чайхана — небольшое кафе, в котором мужчины собираются, чтобы поговорить за чаем, либо, если заведение достаточно большое, и закусками вроде «шерва-э-чайнаки» (буквально «суп из чайника»): в чайник кладут баранину, лук, горох, свежий кориандр, соль и перец, а затем медленно варят рядом с чайным самоваром или прямо на нём. Рядом со многими чайханами находятся шашлычные, в которых подают бараний шашлык с луком, кориандром и помидорами, фрикадельки «кофта», баранину, жареную с небольшим количеством соли и без специй «шинвари», бараньи яички и другие блюда.

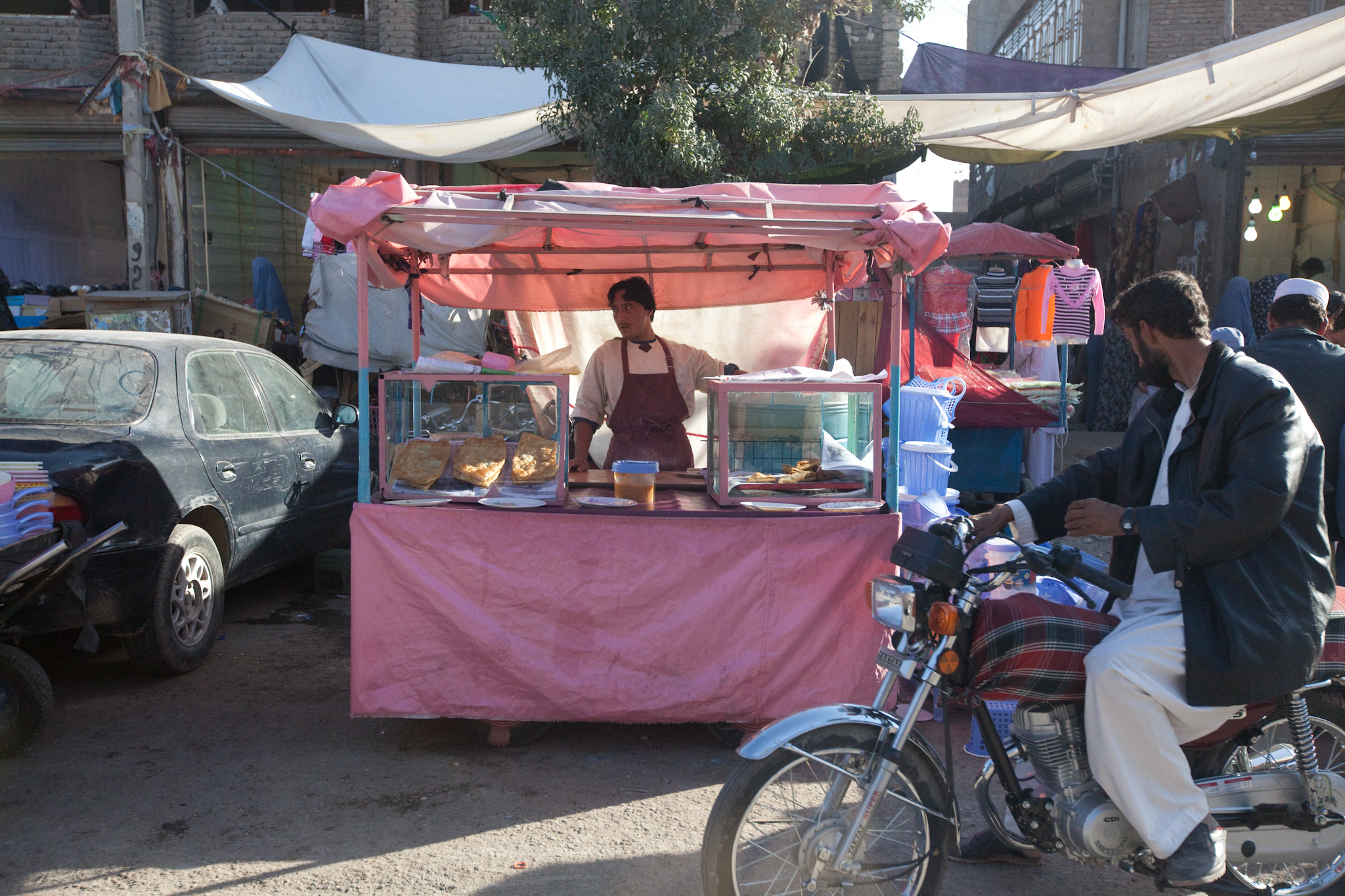
Уличный торговец с готовой едой в Герате
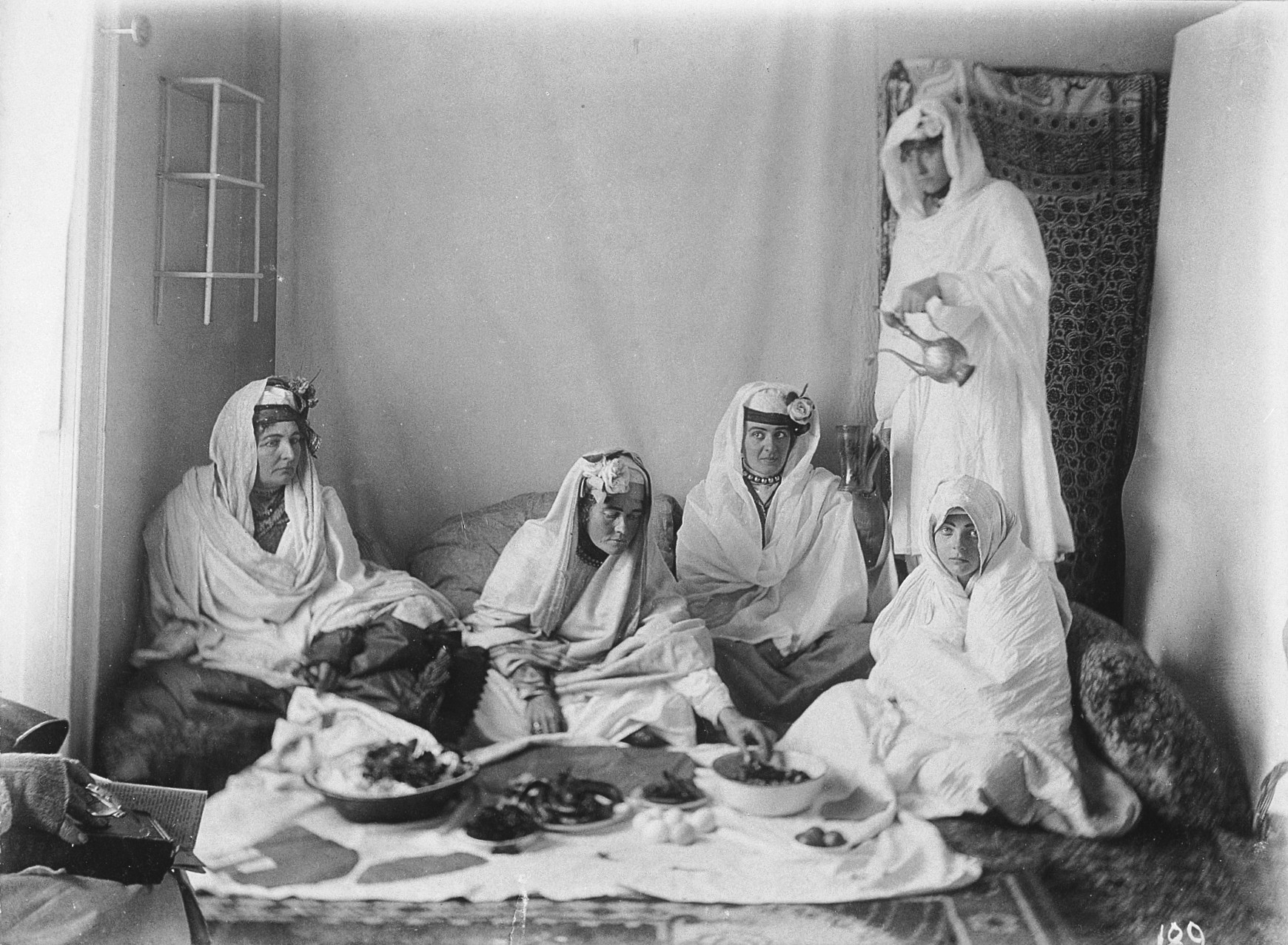
Наложницы эмира Абдур-Рахмана перед накрытым столом, 1894—1896

## Праздники

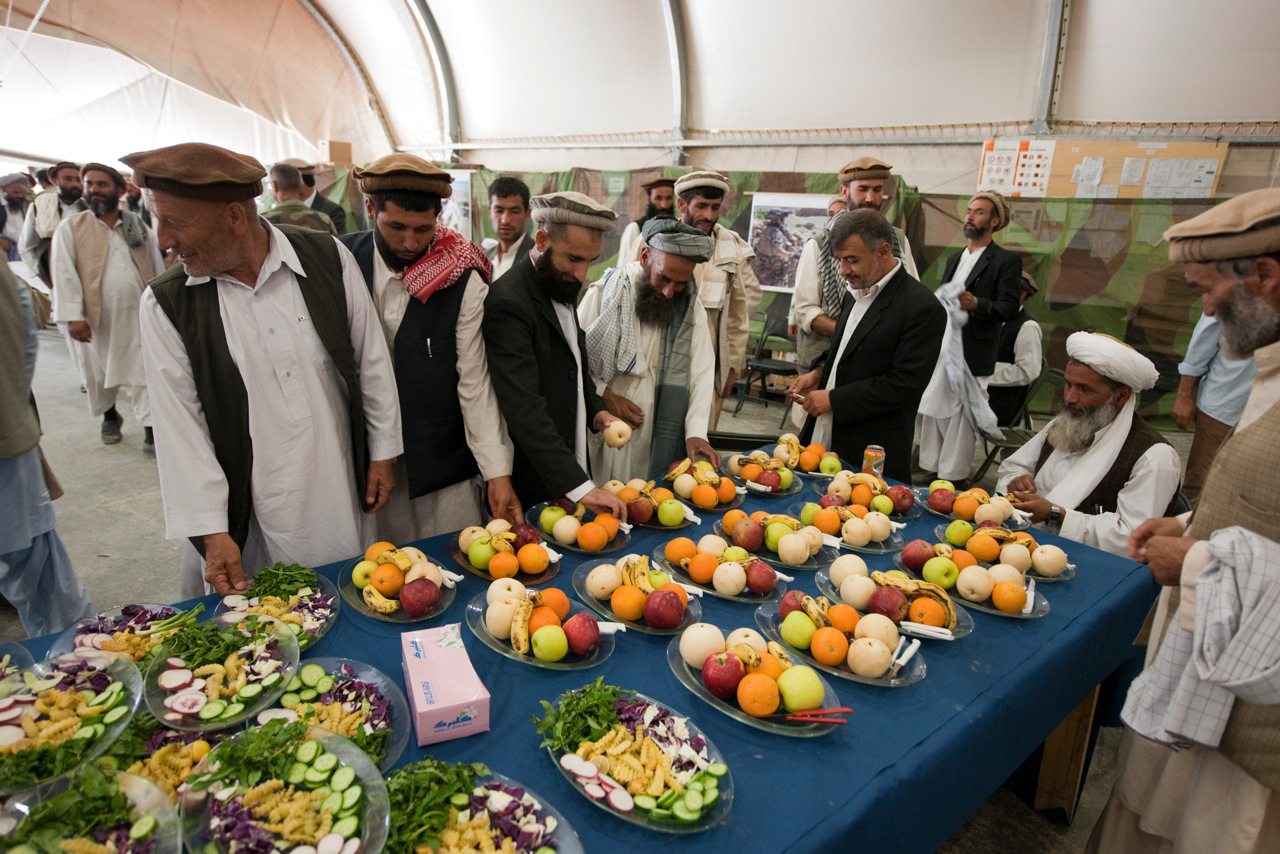
Празднование Ид-аль-Фитра в Афганистане

В Афганистане отмечают доисламский Новый год (Науроз) и все основные исламские праздники, а также рождение детей (особенно сына-первенца), обрезание, помолвки и свадьбы.
Рождение детей сопровождается подачей специальных блюд, которые должны укрепить здоровье роженицы: ей дают мучной суп-«хумач», десерт из муки «лити», особую халву «качи», «ауш» (лапшу, обильно сдобренную чесноком) и «шола-э-хольба», сладкое блюдо из клейкого риса с пажитником.
На помолвку семья жениха приходит в гости к семье невесты, принося с собой подарки и множество сладостей, семья невесты подаёт им обильный ужин и каймак-чай. Аналогичное пиршество происходит во время свадьбы, но ещё большего масштаба; на стол подают шёлковый кебаб, засахаренный миндаль, блюдо «молида», представляющее собой сладкую крупу, сделанную из сахара, муки, масла и сахара с кардамоном и розовой водой, и множество других «счастливых» кушаний.
Мусульманский пост в Рамадан соблюдают все афганцы: пока не заходит солнце, они воздерживаются от воды и пищи, лишь после наступления темноты они разговляются водой и солью, либо финиками. После этого подают множество сложных и дорогих блюд: супов, манту, несладкую шолу, корму с мясом, овощные блюда, фрукты и чай. Перед рассветом едят ещё раз, обычно хлеб, чай, яйца, сыр, каймак и консервированные овощи.
Во время Ид-аль-Фитра афганцы посещают родственников и пьют с ними чай с особыми десертами: козинаками с грецкими орехами и миндалём («халва-э-сванак»), нугой с орехами «шир-пайра», выпечкой «гош-фил» («слоновье ухо»).
На Новый год в Афганистане готовят саманак из пророщенных зёрен пшеницы, компот «хафт-мива», а также рисовые пирожные «кульча-наурози» и рис со шпинатом. Многие семьи выезжают в это время на пикник, где женщины готовят блюда с рисом, а мужчины жарят шашлыки; после употребления этих блюд пьют чай с халвой. Халву также подают на похоронах.